# Região Geográfica Intermediária de Presidente Prudente
A Região Geográfica Intermediária de Presidente Prudente é uma das onze regiões intermediárias do estado brasileiro de São Paulo e uma das 134 regiões intermediárias do Brasil, criadas pelo Instituto Brasileiro de Geografia e Estatística (IBGE) em 2017. É composta por 55 municípios, distribuídos em quatro regiões geográficas imediatas.
Sua população total estimada pelo Instituto Brasileiro de Geografia e Estatística (IBGE) para 1º de julho de 2018 é de 909 631 habitantes, distribuídos em uma área total de 24 846,937 km².
Presidente Prudente é o município mais populoso da região intermediária, com 227 072 habitantes, de acordo com estimativas de 2018 do Instituto Brasileiro de Geografia e Estatística (IBGE).

## Regiões geográficas imediatas
| Região geográfica imediata               | Municípios | População Estimativa 2018 | Área (km²) |
| ---------------------------------------- | --- | ------------------------- | ---------- |
| Presidente Prudente                      | Alfredo Marcondes Álvares Machado Anhumas Caiabu Emilianópolis Estrela do Norte Euclides da Cunha Paulista Iepê Indiana João Ramalho Martinópolis Mirante do Paranapanema Nantes Narandiba Pirapozinho Presidente Bernardes Presidente Prudente Quatá Rancharia Regente Feijó Ribeirão dos Índios Rosana Sandovalina Santo Anastácio Santo Expedito Taciba Tarabai Teodoro Sampaio | 538 019                   | 15 078,835 |
| Adamantina-Lucélia                       | Adamantina Flórida Paulista Inúbia Paulista Lucélia Mariápolis Osvaldo Cruz Pacaembu Pracinha Sagres Salmourão | 137 705                   | 2 495,934  |
| Dracena                                  | Dracena Flora Rica Irapuru Junqueirópolis Monte Castelo Nova Guataporanga Ouro Verde Panorama Paulicéia Santa Mercedes São João do Pau-d'Alho Tupi Paulista | 135 211                   | 3 303,237  |
| Presidente Epitácio-Presidente Venceslau | Caiuá Marabá Paulista Piquerobi Presidente Epitácio Presidente Venceslau | 98 696                    | 3 968,931  |
| Total                                    | 55 | 909 631                   | 24 846,937 |